# Лейк-Форест-Парк (Вашингтон)
Лейк-Форест-Парк (англ. Lake Forest Park) — місто (англ. city) в США, в окрузі Кінг штату Вашингтон. Населення — 13 630 осіб (2020).

## Географія
Лейк-Форест-Парк розташований за координатами 47°45′35″ пн. ш. 122°17′22″ зх. д. / 47.75972° пн. ш. 122.28944° зх. д. (47.759687, -122.289512).  За даними Бюро перепису населення США в 2010 році місто мало площу 9,45 км², з яких 9,14 км² — суходіл та 0,31 км² — водойми.

## Демографія
Згідно з переписом 2010 року, у місті мешкало 12 598 осіб у 5024 домогосподарствах у складі 3502 родин. Густота населення становила 1333 особи/км².  Було 5268 помешкань (557/км²).
Расовий склад населення:
| - 83,0 % — білих - 8,8 % — азіатів - 1,8 % — чорних або афроамериканців - 0,6 % — корінних американців - 0,2 % — вихідців з тихоокеанських островів - 1,0 % — осіб інших рас |

До двох чи більше рас належало 4,7 %. Частка іспаномовних становила 3,6 % від усіх жителів.
За віковим діапазоном населення розподілялося таким чином: 20,8 % — особи молодші 18 років, 64,1 % — особи у віці 18—64 років, 15,1 % — особи у віці 65 років та старші. Медіана віку мешканця становила 45,0 року. На 100 осіб жіночої статі у місті припадало 98,7 чоловіків;  на 100 жінок у віці від 18 років та старших — 95,4 чоловіків також старших 18 років.
Середній дохід на одне домашнє господарство  становив 121 627 доларів США (медіана — 92 516), а середній дохід на одну сім'ю — 143 651 долар (медіана — 117 119). Медіана доходів становила 82 306 доларів для чоловіків та 67 208 доларів для жінок. За межею бідності перебувало 6,0 % осіб, у тому числі 3,5 % дітей у віці до 18 років та 4,1 % осіб у віці 65 років та старших.
Цивільне працевлаштоване населення становило 6767 осіб. Основні галузі зайнятості: освіта, охорона здоров'я та соціальна допомога — 23,5 %, науковці, спеціалісти, менеджери — 20,5 %, роздрібна торгівля — 10,9 %, виробництво — 9,6 %.